# Duncan Islands (öar)
Duncan Islands är öar i Australien. De ligger i delstaten Queensland, omkring 2 200 kilometer nordväst om delstatshuvudstaden Brisbane.
Savannklimat råder i trakten. Genomsnittlig årsnederbörd är 1 737 millimeter. Den regnigaste månaden är januari, med i genomsnitt 465 mm nederbörd, och den torraste är september, med 2 mm nederbörd.